# Kreuz Fürth/Erlangen
Het Autobahnkreuz Fürth/Erlangen is een knooppunt in de Duitse deelstaat Beieren. Op dit klaverbladknooppunt tussen de steden Fürth en Erlangen kruist de A73 (Dreieck Suhl-Dreieck Nürnberg/Feucht) de A3 (Elten-Passau).
Vanaf 2016 werd het knooppunt deels verbreed en omgebouwd naar een klaverturbine. Het project kent een geplande einddatum van 2021.